# Rodrigo Pérez Ojeda

Rodrigo Pérez Ortega, más conocido como "El Goofy" Pérez, es un exjugador de fútbol americano mexicano que se desempeñaba en la posición de quarterback. Es considerado el mejor quarterback mexicano de la historia
Inició en categorías infantiles hasta juveniles en Águilas Blancas. Jugó para los Aztecas de la UDLAP hasta 2006 después de perder la final de la ONEFA contra los Borregos Salvajes. Después jugó de manera semiprofesional con los Jets de Balbuena en México y en 2010 emigró a España para jugar con los Valencia Firebats.
Actualmente se desempeña como entrenador con los Linces de la Universidad del Valle de México.